# Fahrtrichtungswechsel
Als Fahrtrichtungswechsel oder Fahrtrichtungsänderung wird eine Änderung der Fahrtrichtung eines Fahrzeuges bezeichnet. Dies betrifft überwiegend die Verkehrssysteme Schienenverkehr, Straßenverkehr und Schiffsverkehr.

## Schienenverkehr
Bei der Eisenbahn unterscheidet man verschiedene Arten des Fahrtrichtungswechsels:

### Kehren
Beim Kehren wird durch die Fahrt auf einen anderen Gleisabschnitt mittels einer Wendeschleife oder eines Gleisdreiecks der komplette Zug (Wagen mit Lokomotive) umgedreht und fährt aus Zugsicht in der gleichen Fahrtrichtung weiter, aber in der anderen Himmelsrichtung gegenüber zuvor.

### Wenden
Beim Wenden mit Lokomotivwechsel wird das Triebfahrzeug durch ein anderes ersetzt.
Das Wenden ohne Lokomotivwechsel und damit Rangierbewegungen ist nur mit Triebzügen oder Wendezügen möglich, also Zugeinheiten, bei denen am anderen Ende entweder ein Steuerwagen oder eine weitere Lokomotive läuft. Hier muss der Lokführer den Führerstand wechseln oder wird durch einen Kollegen abgelöst. Häufig erfolgt ein solches Wenden auf speziellen, bei Stadtverkehrssystemen oft zwischen den durchgehenden Streckengleisen gelegenen Ausziehgleisen (Kehrgleis). Die gesamte dazu notwendige Infrastruktur wird dann als Kehranlage bezeichnet.
Als Umsetzen bezeichnet man den Wechsel der vorhandenen Lokomotive von einem Ende des Wagenzuges zum anderen. Zum Umsetzen ist ein paralleles, freies Gleis neben dem, auf dem ein Zug steht, erforderlich.
Damit sich Reisende auf die Änderung der Fahrtrichtung einstellen können, wird in einigen Ländern in den Informationsmedien ein Fahrtrichtungswechsel gekennzeichnet. Dies war beispielsweise im Fernverkehr der Deutschen Bahn bis 2020 im Faltblatt Ihr Reiseplan enthalten.

### Rangieren zum Wenden
Mittels Drehscheibe kann ein Fahrzeug gewendet werden, das nicht länger ist als das Gleisstück der Drehscheibe. Solche Anlagen wurden anfangs und bis in Mitte des 20. Jahrhunderts häufig gebaut. Sie sind inzwischen veraltet, da die modernen Schienen-Triebfahrzeuge in beide Richtungen gleichermaßen fahren können, ohne dass dabei in eine der Richtungen eine geringere Geschwindigkeit in Kauf genommen werden müsste, wie es bei den meisten früheren Schlepptender-Dampflokomotiven der Fall war. Zudem ist für das Drehen auch ein hoher Zeitaufwand erforderlich, etwa für die Fahrt zur Drehscheibe und zurück.
Alle Formen des Wendens können auch mittels einer Spitzkehre, Gleisdreieck, Gleisfünfeck oder in einem Kopfbahnhof ausgeführt werden.
Eine Sägefahrt braucht ein freies Gleis, auf das der wendende Zug vor- und über Weichen zurückrangiert wird.

### Andere Begriffe
Beim Kopfmachen fährt der Zug im Wendebahnhof auf einem Teil der zuvor befahrenen Gleise in die Gegenrichtung.
Ein Kopfbahnsteig ist ein Bahnsteig in einer Bahnhofsanlage, an dem eingefahrene Züge nur durch Wenden („Kopfmachen“) wieder abfahren können.
Das Stürzen ist ein vorwiegend in der Schweiz und in Österreich benutzter Begriff für das Wenden in einem Bahnhof, in dem mehrere Strecken zusammentreffen, wenn die andere Strecke nur durch Fahrtrichtungswechsel erreicht werden kann. Der Begriff Stürzen wird hauptsächlich bei Güterzügen verwendet, aber auch bei Personenzügen kann ein Stürzen notwendig sein.
Bei einer Drehfahrt wird aus dispositiven Gründen die Wagenreihenfolge umgekehrt, indem eine geeignete Fahrtstrecke gewählt und anschließend kopfgemacht wird. Vielfach ist das Ziel die Wiederherstellung der planmäßigen Wagenreihung zum Beispiel nach einer Umleitung. Gleisbaumaschinen, die nur auf eine Arbeitsrichtung ausgelegt sind, müssen regelmäßig Drehfahrten absolvieren, wenn sie wegen ihrer Länge nicht auf Drehscheiben gewendet werden können.

### Straßenbahn
An Kuppelendstellen wenden aus Trieb- und Beiwagen bestehende Straßenbahnzüge, indem der Triebwagen abgekuppelt wird und den oder die Beiwagen umfährt, wieder gekuppelt wird und in Gegenrichtung weiterfährt. Bei lebhaftem Betrieb wurden in der Vergangenheit Standbei- oder Standtriebwagen genutzt. Dies betraf hauptsächlich Straßenbahnzüge aus mehreren Wagen in Zweirichtungsbauart mit nur einem Triebwagen, die bis in die 1970er Jahre eingesetzt wurden. Bei heute in vielen Betrieben üblichen Zweirichtungstriebzügen mit zwei Führerständen wird einfach die Fahrtrichtung geändert. Züge aus Einrichtungswagen durchfahren Wendeschleifen, die an allen Linienenden erforderlich sind und auch in Form von Blockumfahrungen angelegt sein können, oder wenden über ein Gleisdreieck. Letzteres erforderte vor der Einführung von Hilfsfahrschaltern an den führerstandslosen Wagenenden zusätzliches Rangierpersonal.

### Fahrzeugdisposition und Fahrplanerstellung
Im Zusammenhang mit der Fahrzeugdisposition werden folgende Begriffe verwendet:
WendefahrtEine fahrplanmäßig nach Ende der Fahrt anzutretende Fahrt.
Vorzeitige WendeEine Fahrt wird nicht bis zum planmäßigen Endziel durchgeführt, sondern der Fahrtweg wird aufgrund dispositiver Entscheidungen verkürzt.
 KurzwendeNach Erreichen des planmäßigen Zugendbahnhofes wendet der Zug auf die nächste beginnende Zugleistung in die entgegengesetzte Richtung.
 LangwendeDie Fahrt wird über den planmäßigen Endpunkt hinaus verlängert, wenn eine andere Linie oder ein anderes Verkehrsmittel ausfällt.
Dispositives WendenKurz- und Langwenden werden nicht isoliert disponiert, sie treten nur in Kombination auf, um ausgefallene Fahrten infolge von Fahrzeugstörungen oder Störungen im Fahrweg (etwa wegen Bauarbeiten) auszugleichen, um die eine Linie bedienenden Fahrten gleichmäßig auszulasten.
 Überschlagene WendeEine Fahrtleistung (Kurs) geht nicht auf die direkt folgende Fahrt über, sondern auf die darauf folgende Fahrt. Die direkt folgende Fahrt wird vom vorherigen Fahrzeug übernommen. Zwischen Ankunft und Abfahrt im Wendebereich befinden sich dort somit zwei Fahrzeuge.
BahnsteigwendeDer Zug wendet, ohne den Bahnsteig in eine Wendeanlage zu verlassen.

## Verkehrssystem Straßenverkehr
Im Gegensatz zum schienengebundenen Verkehr kann in anderen Verkehrsarten ein Fahrzeug durch eine Kehrtwende (auch Halbkreiswende), im englischen U-Turn bezeichnet, in die Gegenfahrtrichtung wechseln. Hier bezeichnet der Begriff Fahrtrichtungswechsel:
- den Fahrstreifenwechsel (auf, in mindestens einer Fahrtrichtung, mehrstreifigen Straßen) zum Wechsel auf eine Fahrbahn zu einem anderen Fahrziel
- Abbiegen (Verlassen einer Straße, z. B. um auf eine andere zu wechseln)
- Wenden (spezieller Fahrtrichtungswechsel, nämlich von der aktuellen Fahrtrichtung auf die entgegengesetzte Fahrtrichtung derselben Straße)

Um anderen Verkehrsteilnehmern diesen Fahrtrichtungswechsel anzuzeigen, muss der bevorstehende Richtungswechsel per Hand oder mittels eines Fahrtrichtungsanzeigers (Blinkers) angezeigt werden.